# Ejido la Venta Cuautlalpan
Ejido la Venta Cuautlalpan är en ort i Mexiko. Den ligger i kommunen Chicoloapan i delstaten Mexiko, i den centralen delen av landet, 27 km öster om huvudstaden Mexico City. Ejido la Venta Cuautlalpan hade 539 invånare vid folkmätningen 2010. Orten tillhör Mexico Citys storstadsområde.